# Maximum Rock´n´Roll
Maximum Rock´n´Roll je sedmým studiovým albem české metal/crust´n rollové hudební skupiny Malignant Tumour, které vyšlo 25.09.2024 na všech digitálních platformách a dne 29.09.2024 ve formátu digiCD, LP a MC.

## Seznam skladeb
- Metal President
- Maximum Rock´n´Roll
- Fire on the Road
- Lovely Girls
- Train to the Better World
- Critical Situation
- Charisma on the Account
- Hard Pint of Heavy
- Bet on It
- Cult of Tape
- When Death Embrace You
- Shadows in the Light

## Produkce
- Malignant Tumour

## Sestava
- Bilos – zpěv, kytara
- Šimek – basa, doprovodný zpěv
- Bohdič – bicí, doprovodný zpěv
- Korál – kytara, doprovodný zpěv

## Hosté
- žádní hosté

## Vydání
Album vyšlo 25.09.2024 na všech digitálních platformách a dne 29.09.2024 ve formátu digiCD (1000 ks), LP (1000 ks) a MC (150 ks) u společnosti Papagájův Hlasatel Records.